# SN 2008hy
SN 2008hy – supernowa typu Ia odkryta 6 grudnia 2008 roku w galaktyce IC 334. W momencie odkrycia miała maksymalną jasność 14,30m.